# TrackMania (jogo eletrônico de 2003)
TrackMania é um jogo de corrida francês desenvolvido pelo estúdio Nadeo e publicado em seu país de origem pela Focus Home Interactive em 21 de novembro de 2003, sendo o primeiro título de uma franquia homônima. Teve seu conteúdo ampliado sobremaneira graças a uma extensão de nome TrackMania: Power Up!, publicada em maio de 2004, e um remaster chamado TrackMania Original - feito usando um motor gráfico inteiramente novo.

## Jogabilidade
TrackMania estreou o que veríamos novamente nos futuros jogos da franquia de mesmo nome, apresentando uma mecânica voltada ao arcade que se tornaria a marca da série. O jogador dirige um carro em dado mapa controlando-o através de quatro botões: um de acelerar, outro de frear e dois direcionais. Não há a presença de troca manual de marchas (já comuns em jogos da época), gerenciamento de danos ou colisão com oponentes. Este último ponto é digno de nota: é comum o jogador correr contra carros "fantasmas", oponentes transparentes quando próximos, que representam um recorde pessoal, de outro jogador ou ainda de tempos estabelecidos pelo próprio criador do mapa.
No decorrer de cada pista oficial, o carro geralmente deve passar por checkpoints antes de cruzar a linha de chegada. As corridas são cronometradas e os melhores tempos são recompensados com de uma a quatro das seguintes medalhas: bronze, prata, ouro ou Nadeo. Esta última medalha, também conhecida como "Author Medal" (lit.  "medalha do autor") é a mais difícil de conseguir, pois representa o menor tempo que o próprio criador da pista correu - nos mapas da campanha oficial, essas medalhas representam o recorde obtido pelo estúdio Nadeo. TrackMania possui - contabilizando sua extensão e remaster - cinco modos de jogo single player, também conhecidos como campanhas, sendo que há certas particularidades em cada um deles. Quanto mais medalhas o jogador conquistar em pistas oficiais, mais ele obtém coppers - moeda virtual presente em diversos títulos da série. Coppers são usados para comprar e liberar itens no editor de mapas. O jogador corre em três ambientes com mecânicas específicas, cada qual disponibilizando um tipo de carro com várias pinturas distintas.

### Ambientes
O jogo oferece um carro para cada um dos três ambientes disponíveis: Desert (lit.  "deserto"), Rally e Snow (lit.  "neve"). Cada carro possui uma mecânica diferente e pode ser personalizado com a seleção de pinturas, ou skins, ofertadas. TrackMania Original tornou possível ao jogador pintar os carros através de um leque de cores. O ambiente conhecido como Desert tem cenário árido e de cores quentes, com estruturas que lembram cânions, Nele, dirige-se um muscle car americano bem veloz, só que uma suspensão bastante rígida que o torna difícil de manobrar, sendo comum que ele quique ou fique sobre duas rodas dependendo do traçado da pista. Em Rally, o jogador controla um potente carro similar a um Renault 5 Turbo, sendo o mais rápido e mais difícil carro de controlar do jogo dada sua alta sensibilidade e baixa aderência. Rally tem um cenário verdejante e campestre, com eventuais castelos ou ruínas que o jogador pode escolher montar no decorrer da pista, sendo o ambiente que mais faz uso do off-road. O terceiro e último ambiente é chamado Snow e se passa num cenário nevado e recoberto de montanhas, por onde o jogador pode dirigir por pistas de asfalto ou plataformas de madeira, apresentando ainda uma superfície de gelo extremamente escorregadia que é um obstáculo até mesmo à alta manobrabilidade disponibilizada pela lenta picape japonesa.

### Um jogador
Em solo, TrackMania oferece dois modos ou campanhas: Race (lit.  "corrida") e Puzzle (lit.  "quebra-cabeça"). No modo Race, há mapas oficiais pelas quais os jogadores devem correr para bater o seu melhor e conseguir medalhas, sendo a medalha Nadeo a mais desafiadora pois representa o tempo obtido pela equipe do estúdio em cada mapa. Na campanha Puzzle, as pistas não existem ou estão incompletas e cabe ao jogador posicionar os blocos disponibilizados em cada mapa para bater o melhor tempo e obter medalhas. No total, 51 mapas estão presentes em cada uma dessas campanhas.
A extensão TrackMania: Power Up! adicionou o modo Survival (lit.  "sobrevivência"), em que ao jogador são apresentadas 18 pistas em que ele deve correr contra carros controlados por inteligência artificial e procurar não ser o último colocado (aquele de menor tempo), senão a campanha recomeça. Nem todas as pistas precisam ser jogadas, pois o jogador poderá escolher pular algumas se ele obtiver um bom tempo em um dado mapa. Ao vencer o Survival, é desbloqueado o modo Super Survival, mais desafiador que o primeiro.
A remasterização TrackMania Original adicionou duas novas campanhas: Platform (lit.  "plataforma") e Stunt (lit.  "Acrobacia"). Na primeira, o jogador deve terminar cada mapa com o menor número de tentativas possível, ganhando uma medalha de ouro se terminá-lo sem resetar, e não há medalhas Nadeo para coletar. Em Stunt, o objetivo do jogador é ganhar o máximo de pontos de habilidade através de manobras no ar que ele executa com seu carro, sendo que há um tempo máximo para que ele execute essas acrobacias e cruze a linha de chegada.

### Multijogador
TrackMania também disponibilizou a categoria multijogador, que ocorreria em três cenários: o usuário poderia jogar online, através de uma rede de área local ou em modo hotseat - em que várias pessoas jogam a mesma cópia em um mesmo computador. Nos dois primeiros tipos de multijogador, três modos de jogo foram disponibilizados: Round, Teamplay (lit.  "jogo em equipe") e Time Attack (lit.  "cotrarrelógio"). No primeiro modo, cada jogador deveria correr o melhor tempo possível em um certo número de turnos definido no início do jogo pelos participantes. O modo Teamplay é semelhante, só que o tempo de todos os jogadores em um time é levado em conta para calcular o resultado final. Em Time Attack, todos os jogadores estão competindo ao mesmo tempo e no mesmo mapa, como se jogassem em solo, mas não é um modo de largada simultânea já que os participantes são livres para resetar a qualquer momento. Em hotseat, o modo Time Attack não é possível.